# اوسکیئولا (میزوری)
اوسکیئولا (به انگلیسی: Osceola) یک شهر در ایالات متحده آمریکا است که در شهرستان سنت کلیر، میزوری واقع شده‌است. اوسکیئولا ۲٫۴۳ کیلومتر مربع مساحت و ۹۴۷ نفر جمعیت دارد و ۲۲۹ متر بالاتر از سطح دریا واقع شده‌است.